# Arkadiusz Bąk (urzędnik)
Arkadiusz Bąk (ur. 18 kwietnia 1977 w Ostrowcu Świętokrzyskim) – polski polityk i samorządowiec, w latach 2014–2015 podsekretarz stanu w Ministerstwie Gospodarki.

## Życiorys
Ukończył Liceum Ogólnokształcące nr II im. Joachima Chreptowicza w Ostrowcu Świętokrzyskim. Odbył studia na Wydziale Elektroniki Wojskowej Akademii Technicznej w Warszawie. Wykształcenie uzupełnił na Politechnice Warszawskiej oraz w Wyższej Szkole Ekonomii i Prawa im. prof. Edwarda Lipińskiego w Kielcach. Podjął pracę jako oficer Wojska Polskiego na stanowisku dowódcy plutonu dowodzenia, następnie był głównym specjalistą ds. teleinformatyki.
W 2008 zajął się kierowaniem przedsiębiorstwem z branży obróbki metali, działającym na terenie Huty Ostrowiec. W 2011 został dyrektorem departamentu w urzędzie marszałkowskim w Kielcach. W listopadzie 2013 objął stanowisko szefa gabinetu politycznego ministra gospodarki. 1 sierpnia 2014 został powołany na podsekretarza stanu w Ministerstwie Gospodarki. Zajmował to stanowisko do listopada 2015.
Zaangażował się w działalność Polskiego Stronnictwa Ludowego, zostając rzecznikiem prasowym tej partii w województwie świętokrzyskim i przewodniczącym w powiecie ostrowieckim. W wyborach w 2014 z listy tego ugrupowania uzyskał mandat radnego sejmiku świętokrzyskiego. Został następnie wybrany na jego przewodniczącego na okres V kadencji. W wyborach w 2015 kandydował do Senatu, zajmując 4. miejsce spośród 7 kandydatów w okręgu. W 2018 i 2024 utrzymywał mandat radnego województwa na kolejne kadencje.
W grudniu 2021 objął stanowisko prezesa Miejskiego Przedsiębiorstwa Energetyki Cieplnej w Kielcach. W czerwcu 2023 ponownie został przewodniczącym sejmiku, funkcję tę pełnił do końca kadencji w 2024. W 2023 startował do Sejmu z ramienia współtworzonej przez ludowców Trzeciej Drogi.